# Preston (Schiff, 1909)
Die Preston, auch USS Preston (Kennung: Destroyer No. 19), war ein Zerstörer der Smith-Klasse der United States Navy, der zwischen 1909 und 1919 in Dienst stand. Das Schiff war nach Lieutenant Samuel W. Preston (1840–1865) benannt und die dritte Einheit in der amerikanischen Marine dieses Namens.

## Geschichte
Taufpatin des Schiffes war Miss Katherine Magoun; erster Kommandant wurde Lieutenant Commander G. C. Day.
Bauwerft war die New York Shipbuilding Company in Camden (New Jersey)
Nach der Indienststellung kam die Preston zur Atlantic Fleet, fuhr Patrouillen entlang der Ostküste der USA und nahm an diversen Geschwader- und Flottenmanövern teil. Nach dem Ausbruch des Ersten Weltkrieges zur Neutralitätspatrouille gehörend, verlegte sie ab dem 6. April 1917 in die Gewässer vor Boston, wo sie bis zum 12. Mai des gleichen Jahres Küstenschutzaufgaben übernahm. Danach der Destroyer Force, Atlantic zugeteilt, übernahm der Zerstörer für weitere zwei Monate Geleitschutz- und Sicherungsdienste. Im Juli 1917 verlegte die Preston zu den strategisch wichtigen Azoren, um dort bis zum 5. Oktober Patrouillenfahrten durchzuführen. Danach erfolgte die Verlegung nach Brest, von wo aus bis zum Waffenstillstand Sicherungsfahrten entlang der französischen Küste und im Ärmelkanal durchgeführt wurden.
Am 11. Dezember 1918 trat die Preston die Heimreise an und traf am 4. Januar 1919 in Charleston (South Carolina) ein.
Später wurde das Schiff nach Philadelphia (Pennsylvania) verlegt und dort außer Dienst gestellt. Nach der Streichung aus dem Naval Vessel Register wurde die Preston an die Firma T. A. Scott Company in New London (Connecticut) zum Abbruch verkauft.

## Liste der Kommandanten
| Nr. | Name                                                  | Beginn der Amtszeit | Ende der Amtszeit  |
| --- | ----------------------------------------------------- | ------------------- | ------------------ |
| 1.  | Lieutenant Commander George C. Day                    | 24. Dezember 1909   | 26. November 1910  |
| 2.  | Lieutenant Commander David French Boyd Jr.            | 26. November 1910   | 11. Oktober 1912   |
| 3.  | Lieutenant Herbert F. Leary                           | 11. Oktober 1912    | 15. März 1913      |
| 4.  | Ensign David Hunt Stuart                              | 15. März 1913       | 14. Mai 1914       |
| 5.  | Lieutenant Reuben Burton Coffey                       | 14. Mai 1914        | 9. Dezember 1914   |
| 6.  | Lieutenant Junior Grade James Gillespie Blaine Gromer | 9. Dezember 1914    | 8. Mai 1916        |
| 7.  | Lieutenant Junior Grade Cary Walthall Magruder        | 8. Mai 1916         | 19. September 1916 |
| 8.  | Ensign David Hunt Stuart                              | 19. September 1916  | 22. März 1917      |
| 9.  | Lieutenant Commander John Howard Wellbrook            | 22. März 1917       | 24. Februar 1919   |
| 10. | Lieutenant Junior Grade William Oliver Kenney         | 24. Februar 1919    | 24. Mai 1919       |
| 11. | Lieutenant James Potter Brown                         | 24. Mai 1919        | 17. Juli 1919      |